# Agrodiaetus antidolus
Agrodiaetus antidolus är en fjärilsart som beskrevs av Hans Rebel 1901. Agrodiaetus antidolus ingår i släktet Agrodiaetus och familjen juvelvingar. Inga underarter finns listade i Catalogue of Life.